# 愛知県商工会議所連合会

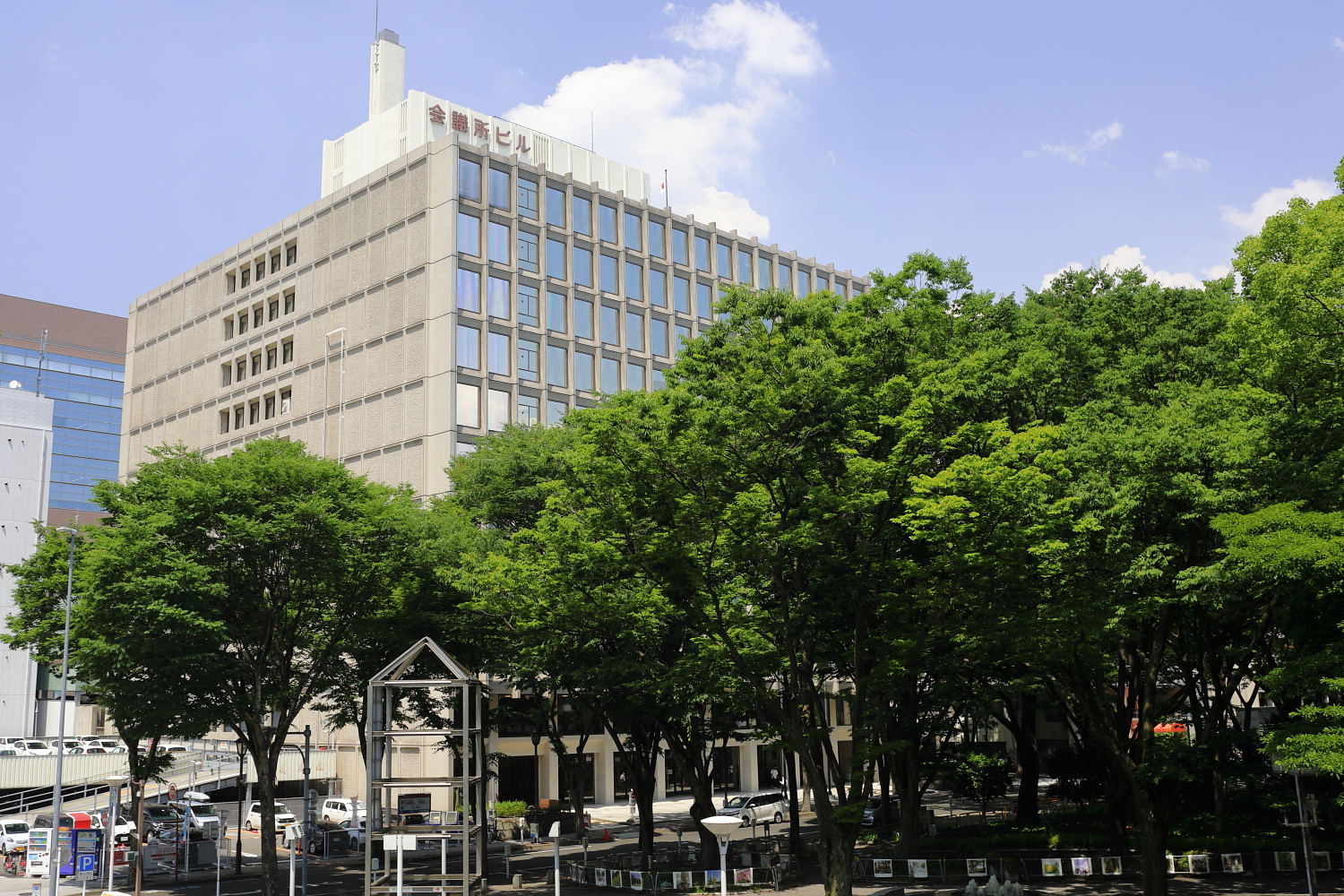
本部がある名古屋商工会議所ビル

愛知県商工会議所連合会（あいちけんしょうこうかいぎしょれんごうかい、正式名称：愛知県商工会議所連合会、英語名:Aichi Chamber of Commerce and Industry Febration）は、愛知県内、22の商工会議所で組織されている商工会議所連合会。

## 概要
愛知県内22ヶ所の商工会議所で組織されている商工会議所連合会。愛知県内の商工会議所を総合調整し、その意見を代表し、県内及び県外の経済団体と連携すること等によって商工会議所の発達を図り、愛知県の商工業の振興に寄与することを目的とする。

## 事業内容
1. 愛知県下商工会議所の意見を総合し、これを公表し、又は関係官庁等に具申し、もしくは建議すること。
2. 関係官庁等の諮問に応じて答申すること。
3. 愛知県下の産業経済に関する調査研究、情報又は資料の収集を行うこと。
4. 愛知県下の産業経済の振興に寄与する事業を実施すること。
5. 愛知県下商工会議所の活動の指導及び援助。
6. 日本商工会議所及び東海商工会議所連合会との連絡。
7. 前に掲げるものの外、本会の目的を達成するために必要な事業。

## 連絡先
住所
- 〒460-8422 愛知県名古屋市中区栄2-10-19　名古屋商工会議所内

TEL
- 052-223-5610

FAX
- 052-231-6768

MAIL
- E-mail webmaster@nagoya-cci.or.jp

## 商工会議所

### 一覧
1. 名古屋商工会議所（名古屋市中区）
2. 岡崎商工会議所（岡崎市）
3. 豊橋商工会議所（豊橋市）
4. 半田商工会議所（半田市）
5. 一宮商工会議所（一宮市）
6. 瀬戸商工会議所（瀬戸市）
7. 蒲郡商工会議所（蒲郡市）
8. 豊川商工会議所（豊川市）
9. 刈谷商工会議所（刈谷市）
10. 豊田商工会議所（豊田市）
11. 碧南商工会議所（碧南市）
12. 安城商工会議所（安城市）
13. 西尾商工会議所（西尾市）
14. 津島商工会議所（津島市）
15. 春日井商工会議所（春日井市）
16. 稲沢商工会議所（稲沢市）
17. 常滑商工会議所（常滑市）
18. 江南商工会議所（江南市）
19. 小牧商工会議所（小牧市）
20. 犬山商工会議所（犬山市）
21. 東海商工会議所（東海市）
22. 大府商工会議所（大府市）

- 名古屋商工会議所
- 岡崎商工会議所
- 豊橋商工会議所
- 一宮商工会議所
- 瀬戸商工会議所
- 蒲郡商工会議所
- 豊川商工会議所
- 豊田商工会議所
- 安城商工会議所
- 春日井商工会議所
- 江南商工会議所
- 小牧商工会議所
- 犬山商工会議所
- 東海商工会議所
- 大府商工会議所

## 役員
| 役職     | 氏名     | 会議所 | 備考 |
| -------- | -------- | ------ | ---- |
| 会頭     | 山本亜土 | 名古屋 |      |
| 副会頭   | 大林市郎 | 岡崎   |      |
|          | 神野吾郎 | 豊橋   |      |
|          | 榊原康弘 | 半田   |      |
|          | 豊島半七 | 一宮   |      |
|          | 梶本一典 | 小牧   |      |
| 事務理事 | 内田吉彦 | 名古屋 |      |

## 参考資料
愛知県商工会議所連合会 概要